# Giovanni d'Alemagna

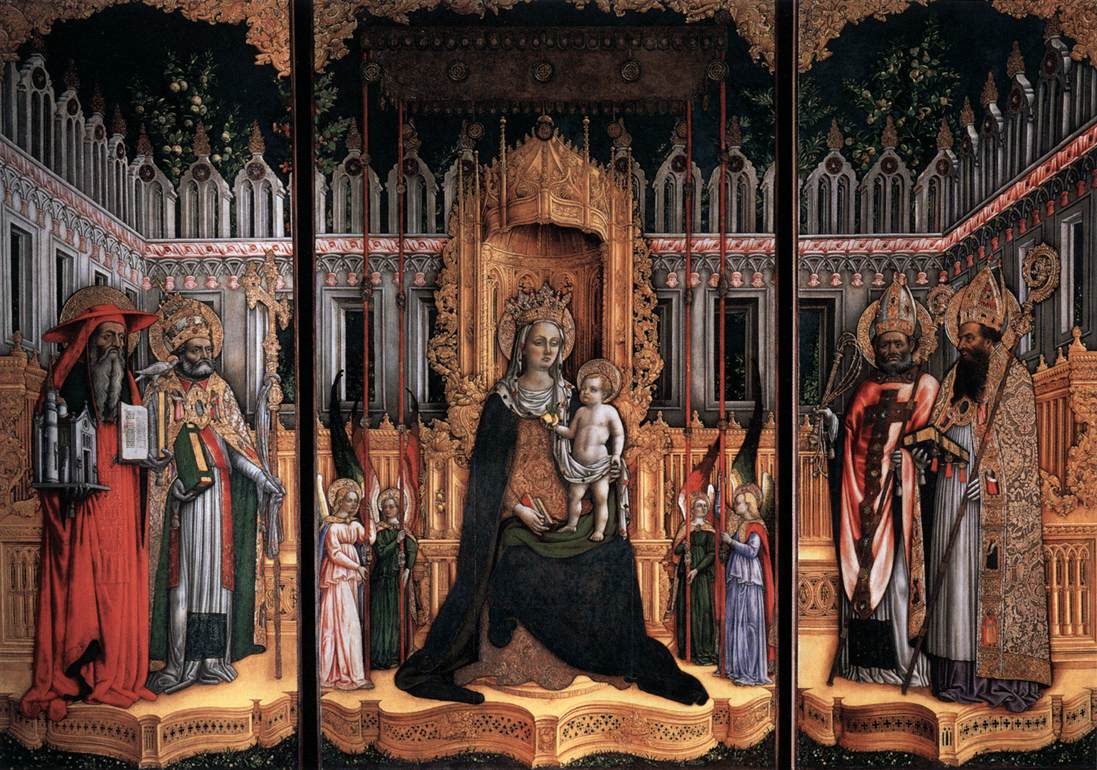
Enthroned Madonna with Child and Saints Gregory and Jerome (esquerda), Ambrose and Augustine (direita), obra de Giovanni d'Alenagna e Antonio Vivarini, na Gallerie dell'Accademia

Giovanni d'Alemagna, nascido Johannes Alamanus, (c. 1411 - 9 de julho de 1450) foi um pintor renascentista veneziano de ascendência alemã, ativo na Itália, junto com seu cunhado Antonio Vivarini, que trabalhou em pinturas religiosas em Veneza e Pádua.
Giovanni d'Alemagna é lembrado principalmente pelo trabalho realizado em Veneza, caracterizado por formas decorativas que lembram a influência nórdica. Entre 1430 e 1435, ele criou um ciclo chamado Histórias de Cristo, que ainda é exibido no Ca' d'Oro.
Giovanni e Antonio Vivarini começaram a trabalhar juntos por volta do ano de 1440, quando eles apresentam um retábulo na Igreja de São Pantaleão, que tem a inscrição de Zuane e Antonio da Muran.
Giovanni d'Alemagna e Antonio Vivarini admoinistravam uma loja em Veneza especializada em retábulos de vários níveis, painéis e molduras góticas extravagantes, subcontratando vários marceneiros.
Giovanni e Antonio assinaram e dataram um tríptico representando a Madona Entronizada com o Menino e os Santos para a parede atrás do banco dos oficiais da sala de reuniões recentemente ampliada da Scuola della Carità (agora parte da Gallerie dell'Accademia, resultado da colaboração feita em 1446 para essa sala do hotel). Assemelhando-se a um retábulo, mas funcionando como um incentivo à tomada de boas decisões, essa pintura monumental mostra os quatro doutores da Igreja (Santos Gregório e Jerônimo à esquerda, Ambrósio e Agostinho à direita) em um pátio ao redor de uma enorme Madona com o Menino. A corte celestial da Virgem é vividamente representada com uma arquitetura em mármore rosa e cinza, cores ricas e profundas, vestes caras e plantas cuidadosamente observadas.
Em 1448, ele trabalhou na oficina de Vivarini, que foi transferido para Pádua, junto com Andrea Mantegna e Nicolò Pizolo, na decoração da Capela Ovetari, mas morreu logo depois.
Ele foi o tutor de Quirizio da Murano, cuja data exata é desconhecida atualmente.